# Трубка Прандтля

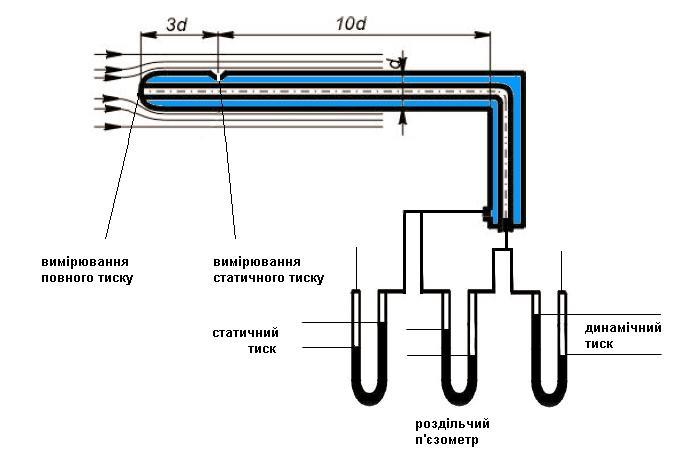
Трубка Прандтля (основний принцип роботи)

Трубка Прандтля (названа на честь Людвіґа Прандтля) — прилад для визначення швидкості руху потоку (рідини або газу) через вимірювання тиску у ньому.
Складається з двох концентрично розміщених трубок, з яких внутрішня служить для вимірювання повного тиску, а зовнішня — статичного. Трубка Прандтля — це удосконалена конструкція винаходу французького вченого  А.Піто трубки Піто.
Трубка через отвір на торці вимірює повний тиск p1, а через отвір у боковій поверхні — статичний p2. 
Для нестискуваних рідин швидкість потоку обчислюється за формулою
{\displaystyle v={\sqrt {\frac {2(p_{1}-p_{2})}{\rho }}}},
де: {\displaystyle \rho } — густина рідини.
Це рівняння справедливе і для газів, що рухаються з малими швидкостями.
Для газів, у тому числі і повітря, використовується наступне рівняння:
{\displaystyle v={\sqrt {2\gamma /(\gamma -1)gRT(1-(p_{2}/p_{1})^{(\gamma -1)/\gamma })}}}
де:
- {\displaystyle \gamma } — показник адіабати газу (для повітря {\displaystyle \gamma =1.4}),
- R — універсальна газова стала,
- g — прискорення вільного падіння
- T — температура газу.

Це рівняння не можна застосовувати для потоків з надзвуковими швидкостями.

## Інтернет-ресурси
- Messung von Volumen- und Massenstrom (abgerufen am 4. Juli 2019)
- Verfahren zur Messung der Abgasgeschwindigkeit eines Verbrennungsmotors (abgerufen am 4. Juli 2019)
- TURBULENTER WÄRMETRANSPORT IN FLÜSSIGEM BLEI-WISMUT AN EINEM VERTIKALEN HEIZSTAB IM RINGSPTALT (abgerufen am 4. Juli 2019)
- Experimentelle Untersuchungen zur Wirbeldynamik am überziehenden Triebwerkseinlauf (abgerufen am 4. Juli 2019)
- Vergleich von in vitro Geschwindigkeitsmessungen mittels Hitzdrahtanemometrie mit CFD-Simulationen eines speziellen A. basilaris Modells (abgerufen am 4. Juli 2019)